# سونج (سقز)
قرية سونج (بالكردية: سونج) هي إحدى القرى التابعة لـسرا في ريف قسم مركزي من مقاطعة سقز، في محافظة كردستان الإيرانية.

## السكان
حسب إحصاءات سنة 2006، بلغ إجمالي السكان في سونج 261 نسمة وعدد المساكن 38 مسكن. لغة سكان سونج هي اللغة الكردية و هم من أهل السنة والجماعة والمذهب الشافعي.